# Steve Burton
Jack Stephen Burton (Indianapolis, 28 giugno 1970) è un attore e doppiatore statunitense.
Burton è famoso per aver interpretato Jason Morgan nella soap opera General Hospital dal 1991 al 2001, brevemente nel 2001 e nel periodo che va dal 2002 al 2012, nuovamente dal 2017 al 2021 e nuovamente dal 2024, per il ruolo di Dylan McAvoy nella soap opera Febbre d'amore dal 2013 al 2017. Dal 2023 al 2024 è Harris Micheals nella soap opera Days of Our Lives dove già lo aveva interpretato brevemente nel 1988 mentre nel 2022 nello spin-off Days of Our Lives: Beyond Salem. Ha anche doppiato il personaggio di Cloud Strife nelle saghe di Final Fantasy e Kingdom Hearts. 

## Carriera
Burton ha interpretato il ragazzo surfista Chris Fuller nella serie tv Out of This World nel 1987, e nel 1990 ha studiato recitazione alla Theater a Hollywood, California, allenato da Chris Aable che lo presentò ai colleghi attori Gedde Watanabe e Jon Cedar. Ha vinto un Daytime Emmy come miglior attore non protagonista nel 1998 per la sua interpretazione di Jason Morgan. Nel 2007 Burton entra nel cast originale di General Hospital: Night Shift, pur mantenendo il suo lavoro di giorno in General Hospital. In precedenza, è apparso in Days of Our Lives nel 1988 nel ruolo di Harris Michaels, innamorato di Eve Donovan, interpretata da Charlotte Ross, riprende lo stesso ruolo nel 2022 nello spin-off Days of Our Lives: Beyond Salem e poi nel 2023 nella soap originale Days of Our Lives restando fino al 2024. Nel gennaio 2013, si è unito al cast di The Young and the Restless interpretando Dylan McAvoy dove è restato fino al 2017. Torna a General Hospital nel 2017 restando fino al 2021 e nuovamente dal 2024.
È apparso nella miniserie di fantascienza Taken e nel film Il castello, nel 2001, con Robert Redford e James Gandolfini. Burton è poi il doppiatore di Cloud Strife nella serie Kingdom Hearts e Compilation of Final Fantasy VII. Egli ha dato poi la voce a Cloud nel gioco Kingdom Hearts e il suo sequel, Kingdom Hearts II, così come nel film CGI Final Fantasy VII: Advent Children e i videogiochi Dirge of Cerberus: Final Fantasy VII, Crisis Core: Final Fantasy VII, Dissidia Final Fantasy e Dissidia 012 Final Fantasy. Il 28 Giugno 2012 Burton ha confermato che avbrebbe abbandonato General Hospital nel mese di ottobre; egli apparì per l'ultima volta in TV il 26 ottobre 2012. Dal 2013 al 2017 ha interpretato Dylan McAvoy nella soap opera Febbre d'amore.

## Vita Privata
Burton è nato a Indianapolis, Indiana, figlio di Tory Burton, e padre Jack Burton, ora è divorziato. Egli è cresciuto in un sobborgo di Cleveland chiamato Richmond Heights, prima di trasferirsi a Hollywood. Si è laureato alla Beverly Hills High School di Beverly Hills, in California. Burton sposò la moglie Sheree Gustin il 16 gennaio 1999. Steve e sua moglie hanno tre figli, due femmine e un maschio: Makena Burton (nata nel 2003), Jack Burton (2006) e Brooklyn Faith Burton (7 luglio 2014). Steve acquistò una casa in Tennessee e si trasferì lì con la sua famiglia nel 2012.
Burton è apparso nella terza stagione di High Stakes Poker, e dona i suoi guadagni al suo fan club per la costruzione di una club house.

## Filmografia

### Cinema
- Il castello - Capitano Peretz (2001)
- Cyber-Tracker 2  - Jared (1995)
- Cyber-Tracker - Jared (1994)
- Red Sun Rising  - Bar Patron (1993)

### Televisione
- Out of This World - Chris Fuller (1987)
- Days of Our Lives - Harris Michaels (1988, 2023-2024)
- Who's the Boss? - Tim - Episodio: "Her Father's Daughter" (1990)
- General Hospital - Jason Morgan (1991–2012, 2017–2021, 2024-in corso)
- Semper Fi - Steve Russell (2001)
- Taken  - Randall Keys (2002)
- The Young and the Restless - Dylan MacAvoy (2013-2017)
- Days of Our Lives: Beyond Salem - Harris Michaels (2022)

## Premi
- Daytime Emmys Nomination, Outstanding Younger Actor in a Daytime Drama Series (1997)
- Daytime Emmys Outstanding Supporting Actor in a Daytime Drama Series (1998)
- Daytime Emmys Nomination  Outstanding Supporting Actor in a Daytime Drama Series (2000)
- Daytime Emmys Nomination Outstanding Lead Actor in a Daytime Drama Series (2005)
- Daytime Emmys Pre-Nomination, Outstanding Lead Actor (2005)
- Daytime Emmys Pre-Nomination, Outstanding Supporting Actor (2003)
- Soap Opera Digest Award Nominee, Outstanding Younger Leading Actor (1993, 1994)
- Soap Opera Digest Award Outstanding Younger Lead Actor (1997)
- Soap Opera Digest Award Outstanding Supporting Actor (1998, 2003)